# Svetilište Icukušima
Svetilište Icukušima (japanski: 姫路城, Itsukushima-jinja; čita se Icukušima-džindža) je šintoistički hramski kompleks na japanskom ostrvu Icukušima (Mijadžima) na području grada Hacukaičija, prefektura Hirošima. Smatra se da su najstarije građevine svetilišta podignute u 6. veku, dok današnje, koje predstavljaju skladno nasložene zgrade velike umetničke i tehničke veštine izvođenja japanske arhitekture, datiraju u 12. veka. Naime, svetilište Icukušima snažnim bojama i oblicima građevina ističe kontrast na dodiru planina i mora, što je u duhu japanskog razumevanja lepote krajolika, koje kombinuje prirodu i ljudsku kreativnost. Zbog toga je svetilište Icukušima 1996. god. upisano na Uneskov spisak mesta svetske baštine u Aziji.

## Verski značaj
Svetilište Icukušima je posvećeno trima kćerkama Susana, japanskog boga mora i oluja, te brata velikog boga sunca, Amaterasa (službenog božanstva carske kuće). Zbog njegove planine Misen, koja je najviša u celom području (530 m), celo ostrvo je smatrano svetim. Zbog očuvanja njegove čistoće, vekovima nikome nije bilo dozvoljeno da kroči na njega. Kako bi se ipak dozvolila hodoćašća, na kraju je izgrađeno svetilište u obliku mola (pristaništa), tako da izgleda kao da celo svetilište pluta ispred ostrva, te tako predstavlja sponu, ali i granicu, između svetog i profanog. Nadalje, posetioci su morali svojim brodovima da prođu kroz crveni svečani portal (tori) koji je izgrađen u moru ispred hrama.
Čistoća svetilišta je tako važna da su carskim dekretom 1878. godine zabranjeni porođaji, ali i umiranje u njegovoj blizini. Stoga se i danas trudnice prebacuju na kopno radi porođaja, kao i jako stari i smrtno bolesni stanovnici. Sahranjivanja na ostrvu su takođe strogo zabranjena.

## Istorija
Prve zgrade svetilišta su verovatno podignute 593. godine, iako se prvi put spominju tek 811. godine kada je postalo službeno svetilište vojvoda Akija tokom razdoblja Hejan (794.-1184.). Svetilište je više puta bilo uništeno, a današnje datira iz sredine 16. veka, ali sledi dizajn ranijeg iz 1168. godine kada je njegovu obnovu osigurao vojskovođa Tajra no Kijomori.
U blizini glavnog svetilišta je pozornica za pozorište „no” drama, koje je financirao Tojotomi Hidejoši u kasnom 16. veku. „No” pozorišne predstave su od davnina bile način za odavanje počasti bogovima, a ritualna gluma predstavlja ključne događaje u mitološkoj istoriji šintoizma.
Tori kapija izgleda kao da pluta za vreme plime, a za vreme oseke je pristupačna pešice sa ostrva. Uobičajena praksa za posetioce je da ostavljaju kovanice, kao zalog želja, u pukotinama njegovih nogu. Prikupljanje školjaka u blizini vrata je takođe popularano tokom oseke.
Dana 5. septembra 2004. godine, svetilište je stradalo u tajfunu Songda. Njegov mol i krovovi su delimično bili uništeni, a svetilište je privremeno bilo zatvoreno zbog popravke.

## Odlike
Svetilište se sastoji od glavne zgrade (Honša), izrađene i sastavljene kako bi se postigao sklad unutar jedinstvenog koncepta dizajna. Zgrada se sastoji od Harajden (mola), Hajden (molitvena dvorana), Hejden (Hej dvorana) i Honden (glavna dvorana) na osi Otori. Drugi objekti, svi visokog arhitektonskog kvaliteta, su dodavani tokom dugog istorijskog razdoblja.
Arhitektonski stil severu okrenutog Honša i zapadno okrenutih zgrada svetilišta Seša Marodo-Džindža, povezanih Kajrom (natkrivenim hodnikom), bio je pod uticajem stila plemićkih stambenih kuća razdoblja Hejan. Frontalnim pogledom na zgrade, od Otori u prvom planu na planinu u pozadini, svetilište podseća na sklopne japanske paravane. Delikatni oblici zgrada odslikani crveno ispred tamno zelene planine stvorili su markantan sklop oštrih kontrasta boja i volumena.
Dramatična vrata, ili tori, svetilišta Icukušima su jedna od najpopularnijih turističkih atrakcija Japana, ali i najprepoznatljiviji i najslavniji deo svetilišta. Iako su izvorno izgrađena na ovom mestu 1168, trenutna datiraju iz 1875. godine. Sagrađena su od otpornog kamfor drveta, 16 metara visoka i s četiri noge kako bi bila stabilnija.
Kao i mnoga druga šintoistička svetilišta u koje su ugrađene budističke građevine, svetilište Icukušima je izgubilo mnoge od njih odbijanjem budizma nakon Meidži obnove i ujedinjenja Japana, 1868. godine. Retka preživela na okolnim brdima kao šintoistički spomenici, smatraju se neophodnima za istoriju svetilišta.
- Dvorana Hajden
- Budistička pagoda Goju-no-to
- Tori za vreme oseke
- Kajro koji povezuje spoljašnje i unutarnje svetilište
- Unutarnje svetilište
- Lotus Sutra iz 1168. godine
- Porodični amblem svetilišta Icukušima
- Unutrašnjost glavnog hrama Icukušime (Hajdena)
- Most u Mijadžimi
- Tahoto Pagoda
- Aki provincija: Icukušima, prikaz festivala
- Icukušima u Aki provinciji
- Mijadžima in Aki provinciji, rad Kunisade
- Aki Mijadžima Šiohigari od 100 prizora provincija rad Hirošige
- Svetilište Icukušima, rad Kobajašija Kijočika
- Mori Motonari napada Sua Harutaka kod Icukušime, rad Jošitošija
- Icukušimski mesece, rad Jošitošija
- Snen u jasnom danu kod Mijadžime, rad Hasui Kavase

## Literatura
- Boyd, James W.; Nishimura, Tetsuya (2016). „Shinto Perspectives in Miyazaki's Anime Film Spirited Away”. Journal of Religion and Film. 8 (33): 1—14. Архивирано из оригинала 1. 1. 2020. г. Приступљено 1. 1. 2020.
- Breen, John (2010). „'Conventional Wisdom' and the Politics of Shinto in Postwar Japan”. Politics and Religion Journal. 4 (1): 68—82. doi:10.54561/prj0401068b .
- Breen, John; Teeuwen, Mark (2010). A New History of Shinto. Chichester: Wiley-Blackwell. ISBN 978-1-4051-5515-1.
- Cali, Joseph; Dougill, John (2013). Shinto Shrines: A Guide to the Sacred Sites of Japan's Ancient Religion. Honolulu: University of Hawai'i Press. ISBN 978-0-8248-3713-6.
- Doerner, David L. (1977). „Comparative Analysis of Life after Death in Folk Shinto and Christianity”. Japanese Journal of Religious Studies. 4 (2): 151—182. doi:10.18874/jjrs.4.2-3.1977.151-182 .
- Earhart, H. Byron (2004). Japanese Religion: Unity and Diversity (fourth изд.). Belmont, CA: Wadsworth. ISBN 978-0-534-17694-5.
- Hardacre, Helen (2017). Shinto: A History. Oxford: Oxford University Press. ISBN 978-0-19-062171-1.
- Kenney, Elizabeth (2000). „Shinto Funerals in the Edo Period”. Japanese Journal of Religious Studies. 27 (3/4): 239—271. JSTOR 30233666.
- Kitagawa, Joseph M. (1987). On Understanding Japanese Religion. Princeton, New Jersey: Princeton University Press. ISBN 978-0-691-10229-0.
- Kobayashi, Kazushige (1981). Превод: Peter Knecht. „On the Meaning of Masked Dances in Kagura”. Asian Folklore Studies. 40 (1): 1—22. JSTOR 1178138. doi:10.2307/1178138.
- Kuroda, Toshio (1981). Превод: James C. Dobbins and Suzanne Gay. „Shinto in the History of Japanese Religion”. Journal of Japanese Studies. 7 (1): 1—21. JSTOR 132163. doi:10.2307/132163.
- Inoue, Nobutaka (2003). „Introduction: What is Shinto?”.  Ур.: Nobutaka Inoue. Shinto: A Short History. Превод: Mark Teeuwan and John Breen. London and New York: Routledge. стр. 1—10. ISBN 978-0-415-31913-3.
- Littleton, C. Scott (2002). Shinto: Origins, Rituals, Festivals, Spirits, Sacred Places. Oxford, NY: Oxford University Press. ISBN 978-0-19-521886-2. OCLC 49664424.
- Nelson, John K. (1996). A Year in the Life of a Shinto Shrine. Seattle and London: University of Washington Press. ISBN 978-0-295-97500-9.
- Nelson, John K. (2000). Enduring Identities: The Guise of Shinto in Contemporary Japan. Honolulu: University of Hawai'i Press. ISBN 978-0-8248-2259-0.
- Offner, Clark B. (1979). „Shinto”.  Ур.: Norman Anderson. The World's Religions (fourth изд.). Leicester: Inter-Varsity Press. стр. 191—218.
- Picken, Stuart D. B. (1994). Essentials of Shinto: An Analytical Guide to Principal Teachings. Westport and London: Greenwood. ISBN 978-0-313-26431-3.
- Picken, Stuart D. B. (2011). Historical Dictionary of Shinto (second изд.). Lanham: Scarecrow Press. ISBN 978-0-8108-7172-4.
- Rots, Aike P. (2015). „Sacred Forests, Sacred Nation: The Shinto Environmentalist Paradigm and the Rediscovery of Chinju no Mori”. Japanese Journal of Religious Studies. 42 (2): 205—233. doi:10.18874/jjrs.42.2.2015.205-233 .
- Smart, Ninian (1998). The World's Religions (second изд.). Cambridge: Cambridge University Press. ISBN 978-0-521-63748-0.
- Suga, Kōji (2010). „A Concept of "Overseas Shinto Shrines": A Pantheistic Attempt by Ogasawara Shōzō and Its Limitations”. Japanese Journal of Religious Studies. 37 (1): 47—74.
- Teeuwen, Mark (2002). „From Jindō to Shintō. A Concept Takes Shape”. Japanese Journal of Religious Studies. 29 (3–4): 233—263.
- Ueda, Kenji (1979). „Contemporary Social Change and Shinto Tradition”. Japanese Journal of Religious Studies. 6 (1–2): 303—327. doi:10.18874/jjrs.6.1-2.1979.303-327 .
- Williams, George; Bhar, Ann Marie B.; Marty, Martin E. (2004). Shinto (Religions of the World). Chelsea House. ISBN 978-0-7910-8097-9.
- Averbuch, Irit (1995). The Gods Come Dancing: A Study of the Japanese Ritual Dance of Yamabushi Kagura. Ithaca, NY: East Asia Program, Cornell University. ISBN 978-1-885445-67-4. OCLC 34612865.
- Averbuch, Irit (1998). „Shamanic Dance in Japan: The Choreography of Possession in Kagura Performance”. Asian Folklore Studies. 57 (2): 293—329. JSTOR 1178756. doi:10.2307/1178756.
- Blacker, Carmen (2003). „Shinto and the Sacred Dimension of Nature”. Shinto.org. Архивирано из оригинала 2007-12-22. г. Приступљено 2008-01-21.
- Bowker, John W (2002). The Cambridge Illustrated History of Religions. New York City: Cambridge University Press. ISBN 978-0-521-81037-1. OCLC 47297614.
- Breen, John; Mark Teeuwen, ур. (2000). Shintō in History: Ways of the Kami. Honolulu: Hawaii University Press. ISBN 978-0-8248-2362-7.
- Endress, Gerhild (1979). „On the Dramatic Tradition in Kagura: A Study of the Medieval Kehi Songs as Recorded in the Jotokubon”. Asian Folklore Studies. 38 (1): 1—23. JSTOR 1177463. doi:10.2307/1177463.
- Engler, Steven; Grieve, Gregory P. (2005). Historicizing "Tradition" in the Study of Religion. Walter de Gruyter, Inc. стр. 92–108. ISBN 978-3-11-018875-2.
- Havens, Norman (2006). „Shinto”.  Ур.: Paul L. Swanson; Clark Chilson. Nanzan Guide to Japanese Religions. Honolulu: University of Hawaii Press. стр. 14–37. ISBN 978-0-8248-3002-1. OCLC 60743247.
- Herbert, Jean (1967). Shinto The Fountainhead of Japan. New York: Stein and Day.
- Josephson, Jason Ānanda (2012). The Invention of Religion in Japan. Chicago: University of Chicago Press. ISBN 978-0-226-41234-4. OCLC 774867768.
- Kamata, Tōji (2017). Myth and Deity in Japan: The Interplay of Kami and Buddhas. Tokyo: Japan Publishing Industry Foundation for Culture. ISBN 978-4-916055-84-2.
- Kobayashi, Kazushige; Knecht, Peter (1981). „On the Meaning of Masked Dances in Kagura”. Asian Folklore Studies. 40 (1): 1—22. JSTOR 1178138. doi:10.2307/1178138.
- Ueda, Kenji (1999). „The Concept of Kami”.  Ур.: John Ross Carter. The Religious Heritage of Japan: Foundations for Cross-Cultural Understanding in a Religiously Plural World. Portland, OR: Book East. стр. 65–72. ISBN 978-0-9647040-4-6. OCLC 44454607.
- Yamakage, Motohisa (2007). The Essence of Shinto, Japan's Spiritual Heart. Tokyo; New York; London: Kodansha International. ISBN 978-4-7700-3044-3.
- Victoria Bestor, Theodore C. Bestor, Akiko Yamagata. Routledge Handbook of Japanese Culture and Society. Routledge, 2011. ASIN B004XYN3E4,  0415436494

## Spoljašnje veze
- Video na službenim stranicama UNESCO-a
- Službena stranica turističkog ureda Miyajime Архивирано на веб-сајту  (9. октобар 2012)
- Званични веб-сајт

34° 17′ 45″ N 132° 19′ 11″ E / 34.29583° С; 132.31972° И